# Marco Borromei
Marco Borromei (Messina, 20 aprile 1986) è uno sceneggiatore italiano.

## Biografia
Ha frequentato il liceo scientifico A. Meucci di Milazzo, prima di conseguire la laurea triennale presso la facoltà di Lettere e Filosofia dell'Università degli Studi di Messina. Ottiene la laurea specialistica alla facoltà di Lettere e Filosofia dell'Università degli Studi di Roma La Sapienza e successivamente supera le selezioni per entrare al Centro Sperimentale di Cinematografia di Roma, dove si diploma in Sceneggiatura al termine del triennio 2013-2015.
Scrive diversi corti, tra cui La santa che dorme di Laura Samani, selezionato in concorso nella sezione Cinéfondation del Festival di Cannes nel 2016. Il primo lungometraggio di cui firma soggetto e sceneggiatura è Saremo giovani e bellissimi di Letizia Lamartire, selezionato in concorso alla Settimana internazionale della Critica durante la Mostra d'arte cinematografica di Venezia nel 2018. Nello stesso anno esordisce nel mondo seriale, firmando la sceneggiatura della seconda stagione di Skam Italia, diretta da Ludovico Bessegato.
Scrive Piccolo corpo di Laura Samani, selezionato alla Semaine de la Critique del Festival di Cannes nel 2021, e vincitore del David di Donatello per il miglior regista esordiente nel 2022, del Globo d'oro alla miglior opera prima e del Prix FIPRESCI agli European Film Awards.
Fa parte della giuria del concorso internazionale del Taormina Film Fest nel 2022, insieme a Noemi, Aleem Khan e Massimiliano Gallo, presieduta da Cristina Comencini. A ottobre dello stesso anno è pubblicato sulla piattaforma Prime Video Time is up 2, che ha scritto con Anita Rivaroli e la regista Elisa Amoruso.
Dal 2023 è membro della European Film Academy. Nell'ottobre dello stesso anno ha la sua prima italiana Clorofilla di Ivana Gloria, selezionato nella sezione Panorama Italia di Alice nella città alla Festa del Cinema di Roma, di cui è autore del soggetto e della sceneggiatura. Nel 2024 Clorofilla è selezionato nella sezione Proxima Competition del Karlovy Vary International Film Festival, dove ha la sua prima internazionale.

## Filmografia

### Cinema

#### Cortometraggi
- Duale, regia di Gianluca Santoni (2016)
- Né leggere né scrivere, regia di Edoardo Ferraro (2016)
- La santa che dorme, regia di Laura Samani (2016)
- The Good Italian III: the Magic of Naples, regia di Adriano De Santis (2017)
- I miei supereroi, regia di Alessandro Guida (2020)
- Come le lumache, regia di Margherita Panizon (2022)
- L'estate è finita - Appunti su Furio, regia di Laura Samani (2023)

#### Documentari
- Un altro giorno d'amore, regia di Giulia D'Amato (2022)

#### Lungometraggi
- Saremo giovani e bellissimi, regia di Letizia Lamartire (2018)
- Piccolo corpo, regia di Laura Samani (2021)
- Time is up 2, regia di Elisa Amoruso (2022)
- Clorofilla, regia di Ivana Gloria (2023)

### Televisione
- Skam Italia, regia di Ludovico Bessegato - serie TV TimVision / Netflix (2018)
- Blocco 181, regia di Giuseppe Capotondi, Matteo Bonifazio, Ciro Visco - serie TV Sky Atlantic (2022)

## Riconoscimenti
- Premio Suso Cecchi D'Amico
  - 2022 - Miglior sceneggiatura per Piccolo corpo